# Phileas Fogg
Phileas Fogg er en fiktiv excentrisk englænder og hovedperson i romanen Jorden rundt i 80 dage (orig. Le tour du monde en quatre-vingts jours) der blev udgivet af Jules Verne i 1872. 
På grund af et væddemål drager Fogg af sted for at vise, at det kan lade sig gøre at rejse Jorden rundt på 80 dage. Hans rejse har inspireret mange til  det samme, blandt andet Nellie Bly, Michael Palin og Palle Huld. Navnet er også brugt af mange selskaber tilknyttet rejser eller eksotiske steder, som for eksempel hoteller, rejsebureauer og restauranter.
Phileas Fogg blev spillet af David Niven i filmatiseringen fra 1956, af Pierce Brosnan i miniserien fra 1989 og af Steve Coogan i Disney-filmatiseringen fra 2004.